# KCPQ
KCPQ est une station de télévision américaine située à Seattle dans l'État de Washington appartenant à Fox Television Stations et affiliée au réseau Fox.

## Canada
KCPQ est une des cinq stations de télévision locales de Seattle à être aussi reçues au Canada via les fournisseurs par satellite Bell Télé et Shaw Direct et la plupart des câblodistributeurs.